# OFM-Quinta da Lixa/Saison 2013
Dieser Artikel listet Erfolge und Fahrer des Radsportteams OFM-Quinta da Lixa in der Saison 2013 auf.

## Erfolge in der UCI Europe Tour
In den Rennen der Saison 2013 der UCI Europe Tour gelangen die nachstehenden Erfolge.
| Datum         | Rennen                                 | Kat. | Fahrer           |
| ------------- | -------------------------------------- | ---- | ---------------- |
| 21. Juli      | 3. Etappe Troféu Joaquim Agostinho     | 2.2  | Eduard Prades    |
| 19.–21. Juli  | Gesamtwertung Troféu Joaquim Agostinho | 2.2  | Eduard Prades    |
| 10. August    | 3. Etappe Volta a Portugal             | 2.1  | Delio Fernández  |
| 16. August    | 8. Etappe Volta a Portugal             | 2.1  | Gustavo César    |
| 17. August    | 9. Etappe Volta a Portugal (EZF)       | 2.1  | Alejandro Marque |
| 7.–18. August | Gesamtwertung Volta a Portugal         | 2.1  | Alejandro Marque |

## Mannschaft
| Name                        | Geburtstag        | Nationalität | Team 2012                  |
| --------------------------- | ----------------- | ------------ | -------------------------- |
| Rui Barros                  | 26. März 1993     | Portugal     | Neoprofi                   |
| Samuel Caldeira             | 30. November 1985 | Portugal     | Carmim-Prio                |
| Gualter Carvalho            | 11. Januar 1993   | Portugal     | Neoprofi                   |
| Gustavo César               | 29. Januar 1980   | Spanien      | Andalucía                  |
| Mário Costa                 | 15. November 1985 | Portugal     | Barbot-Siper (2010)        |
| Luis Fernandes              | 2. Dezember 1987  | Portugal     | Neoprofi                   |
| Delio Fernández             | 17. Februar 1986  | Spanien      | Onda                       |
| Alejandro Marque            | 23. Oktober 1981  | Spanien      | Carmim-Prio                |
| João Matias                 | 26. Mai 1991      | Portugal     | Neoprofi                   |
| Hélder Oliveira             | 20. Februar 1983  | Portugal     | Onda                       |
| Eduard Prades               | 9. August 1987    | Spanien      | Andorra-Grandvalira (2009) |
| Jesús Rosendo (ab 28. Juni) | 16. März 1982     | Spanien      | De Ciclismo Mas Que Bici   |